# Doilungdêqên
Doilungdêqên (chữ Tạng: སྟོད་ལུང་བདེ་ཆེན་རྫོང་; Wylie: Stod-lung-bde-chen rdzong; tiếng Trung: 堆龙德庆区; bính âm: Duīlóngdéqìng Qu, Hán Việt: Đôi Long Đức Khánh khu) là một quận của địa cấp thị Lhasa, khu tự trị Tây Tạng, Trung Quốc. Tu viện Tsurphu và Nữ tu viện Nenang nằm tại quận này.

## Địa lý
Doilungdêgên nằm ở khu vực trung và nam Tây Tạng và là một khu ngoại ô của Lhasa. Quận có diện tích 2682 km², trấn Doilungdêqên có một căn cứ tên lửa và cách Lhasa chỉ từ 11 đến 12 km. Các trấn khác bao gồm Donggar và Ryugo. Sông Yarlung Tsangpo (Brahmaputra) chảy từ tây sang đông của quận. Cao độ lớn nhất của quận là 5.500 mét, còn cao độ thấp nhất là 3640 mét. Thung lũng ở phía đông nam của quận khá bằng phẳng. Quận có khí hậu cao nguyên gió mùa bán khô cằn. Số giờ nắng trong năm là 3.000 giờ, trung bình trong năm có 120 ngày không có băng giá. Lượng mưa trung bình của quận là 440 mm.

### Trấn
- Đông Dát (东嘎镇)
- Nãi Quỳnh (乃琼镇)

### Hương
- Dương Đạt (羊达乡)
- Cổ Vinh (古荣乡)
- Liễu Ngô (柳梧乡)
- Mã (马乡)
- Đức Khánh (德庆乡)